# Јелашиновци
Јелашиновци су насељено мјесто у Босни и Херцеговини, у општини Сански Мост, које административно припада Федерацији Босне и Херцеговине. Према попису становништва из 2013. године, у насељу је живјело свега 82 становника.

## Географија
Село се налази на Грмечу.

## Историја
Православна црква изграђена је 1885. од дрвета.

## Становништво
| Националност       | 2013.     | 1991.        | 1981.        | 1971.        |
| Срби               | 82 (100%) | 591 (98,99%) | 718 (93,97%) | 941 (99,78%) |
| Муслимани          | 0         | 0            | 0            | 1 (0,10%)    |
| Хрвати             | 0         | 0            | 0            | 0            |
| Југословени        | —         | 1 (0,16%)    | 41 (5,36%)   | 0            |
| остали и непознато | 0         | 5 (0,83%)    | 5 (0,65%)    | 1 (0,10%)    |
| Укупно             | 82        | 597          | 764          | 943          |